# Заозерский заказник
Заказник «Заозе́рский» — государственный ландшафтный заказник в Республике Карелия, особо охраняемая природная территория.

## Общие сведения
Заказник расположен в зелёной зоне Петрозаводска, на восточном побережье Петрозаводской губы Онежского озера, на полуострове Бараний Берег.
Ландшафт характерен сложным расчленённым рельефом, многочисленными скальными выходами. Следы последнего оледенения проявляются в виде слоя морены (0,5—10,0 м). Леса представлены старыми ельниками и сосняками. К северо-западной границе заказника примыкает памятник природы — Чёртов стул.
Заказник учреждён Постановлением Совета министров Карельской АССР № 19 от 31 января 1991 года.